# Dysstroma cervinifascia
Dysstroma cervinifascia là một loài bướm đêm trong họ Geometridae.